# Powiat Cieplice
Powiat Cieplice (czes. Okres Teplice) – powiat w Czechach, w kraju usteckim. Jego siedziba znajduje się w mieście Cieplice. Powierzchnia powiatu wynosi 469,12 km², zamieszkuje go 127 103 osób (gęstość zaludnienia wynosi 271,01 mieszkańców na 1 km²). Powiat ten liczy 34 miejscowości, w tym 8 miast.
Od 1 stycznia 2003 powiaty nie są już jednostką podziału administracyjnego Czech. Podział na powiaty zachowały jednak sądy, policja i niektóre inne urzędy państwowe. Został on również zachowany dla celów statystycznych.

## Struktura powierzchni
Według danych z 31 grudnia 2003 powiat ma obszar 469,12 km², w tym:
- użytki rolne – 34,25%, w tym 52,01% gruntów ornych
- inne – 65,75%, w tym 55,91% lasów
- liczba gospodarstw rolnych: 232

## Demografia
Dane z 31 grudnia 2003:
| Opis        | Ogółem  | Kobiety       | Mężczyźni     |
| ----------- | ------- | ------------- | ------------- |
| populacja   | 127 103 | 65 181 51,28% | 61 922 48,72% |
| średni wiek | 38,5    | 40,29         | 37,25         |

- gęstość zaludnienia: 271,01 mieszk./km²
- 84,08% ludności powiatu mieszka w miastach.

## Zatrudnienie
| Mieszkańcy ze stałym zatrudnieniem | 26 351       |
| Średnia pensja miesięczna          | 15 447 koron |
| Bezrobotni                         | 12 250       |
| Stopa bezrobocia                   | 19,86%       |

## Szkolnictwo
W powiecie Cieplice działają:
| Rodzaj szkoły                   | Liczba szkół |
| ------------------------------- | ------------ |
| Przedszkola                     | 52           |
| Szkoły podstawowe               | 32           |
| Gimnazja                        | 5            |
| Szkoły średnie techniczne       | 9            |
| Szkoły średnie ogólnokształcące | 6            |
| Szkoły wyższe                   | 2            |

## Służba zdrowia

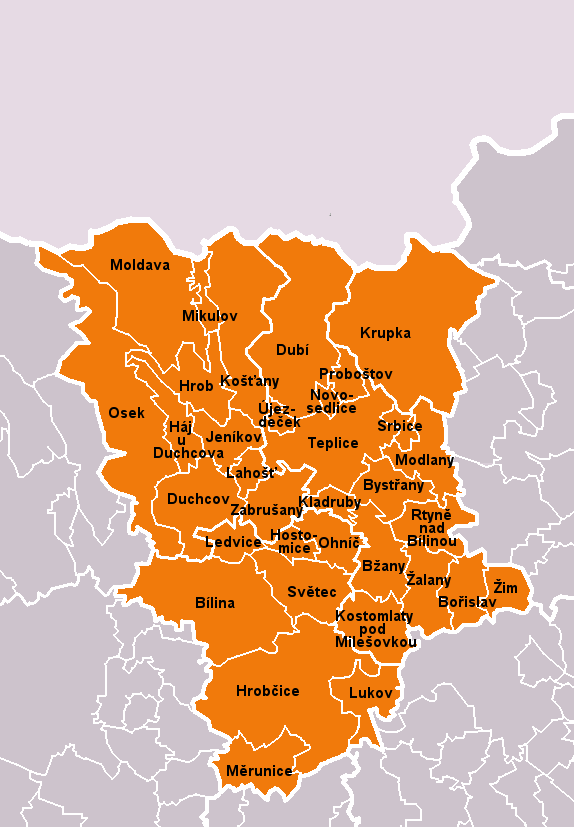
Powiat Cieplice

| Lekarze                               | 365 |
| Szpitale                              | 3   |
| Specjalistyczne ośrodki terapeutyczne | 1   |
| Gabinety dentystyczne                 | 58  |
| Apteki                                | 36  |